# Sunwoo Jung-a
Sunwoo Jung-a (hangul: 선우정아), född 11 maj 1985, är en sydkoreansk sångerska och låtskrivare.

## Karriär
Sunwoo Jung-a har bland annat skrivit låtar åt artister som Lee Hi, San E, GD & TOP, Seo In-young, Lee Sun-hee och MC Mong. Ett av hennes mest kändare verk är 2NE1s hitlåt "It Hurts" från 2010.
I november 2014 skrev hon låten "Always Others" till det nya albumet Da Capo från gruppen Toy (You Hee-yeol). I mars 2015 hade hon framgång på Gaon Chart när hon medverkade i MC Mongs låt "Song For You" som nådde topp-10 på den nationella singellistan. I augusti 2015 medverkade hon i låten "Paranoid" på artisten Primarys nya album 2 tillsammans med rapparen Gaeko.
I januari 2016 samarbetade hon med sångaren Jung Yong-hwa och släppte singlarna "Fireworks" och "Hello". De framträdde med båda låtarna i TV-programmet You Hee-yeol's Sketchbook på KBS. När sångaren Junsu från gruppen JYJ gjorde comeback i maj 2016 skrev hon hans låt "...Is You".

## Diskografi

### Album
| Albuminformation                                     | Topplacering          |
| Albuminformation                                     | Sydkorea (Gaon Chart) |
| ---------------------------------------------------- | --------------------- |
| Masstige (Studioalbum) - Släppt: 10 maj 2006         | —                     |
| It's Okay, Dear (Studioalbum) - Släppt: 2 april 2013 | —                     |
| Riano Poom (Studioalbum) - Med: Yeom Shin-hye        | —                     |
| 4X4 (EP-skiva) - Släppt: 26 september 2016           | —                     |

### Singlar
| År                 | Titel                                   | Topplacering          |
| År                 | Titel                                   | Sydkorea (Gaon Chart) |
| ------------------ | --------------------------------------- | --------------------- |
| 2006               | "Purity"                                | —                     |
| 2013               | "The Moment I Destroy You"              | —                     |
| 2013               | "Baepsae (Live Ver.)"                   | —                     |
| 2013               | "Song of Hero"                          | —                     |
| 2013               | "Baepsae"                               | —                     |
| 2013               | "Rush"                                  | —                     |
| 2014               | "Blossom" (med Yeom Shin-hye)           | —                     |
| 2015               | "Boredom Addiction" (av MC Mong)        | 8                     |
| 2015               | "Springirls"                            | —                     |
| 2015               | "Summer Camp" (med Danny Arens & Jinbo) | —                     |
| 2016               | "Hello" (med Jung Yong-hwa)             | 45                    |
| 2016               | "Fireworks" (med Jung Yong-hwa)         | —                     |
| 2016               | "Stay Put"                              | —                     |
| 2016               | "Hot & Cold" (med Yoon Cheol-jong)      | —                     |
| Övriga musikvideor |                                         |                       |
| 2016               | "Sooni"                                 | —                     |

### Soundtrack
| År   | Titel                             | Topplacering          | Film/Serie                 |
| År   | Titel                             | Sydkorea (Gaon Chart) | Film/Serie                 |
| ---- | --------------------------------- | --------------------- | -------------------------- |
| 2007 | "Love Is Like Rain on the Window" | —                     | Two Faces of My Girlfriend |
| 2016 | "City Sunset"                     | —                     | On the Way to the Airport  |